# わんだふるぷりきゅあ!ざ・むーびー! ドキドキ♡ゲームの世界で大冒険!
- プリキュアシリーズ
  - わんだふるぷりきゅあ! > わんだふるぷりきゅあ!ざ・むーびー! ドキドキ♡ゲームの世界で大冒険!
  - ひろがるスカイ!プリキュア > わんだふるぷりきゅあ!ざ・むーびー! ドキドキ♡ゲームの世界で大冒険!
  - 魔法つかいプリキュア! > わんだふるぷりきゅあ!ざ・むーびー! ドキドキ♡ゲームの世界で大冒険!

『わんだふるぷりきゅあ！ざ・むーびー！ ドキドキ♡ゲームの世界で大冒険！』（わんだふるぷりきゅあ！ざ・むーびー！ ドキドキ♡ゲームのせかいでだいぼうけん！）は、2024年9月13日公開の東映アニメーション制作による日本の劇場アニメ映画。
キャッチコピーは｢私たち、ゲームの世界に入っちゃった!?絆のパワーでゲーム対決♪」「とどけ…！だいすきな想い！」。

## 概要
「プリキュアシリーズ」映画作品の第33弾で、上映時点の現行作品『わんだふるぷりきゅあ!』のシリーズ単独映画作品であり、その一方でシリーズ前作の『ひろがるスカイ!プリキュア』、シリーズ第13作にして翌2025年1月期に続編『魔法つかいプリキュア!!〜MIRAI DAYS〜』が放送された『魔法つかいプリキュア!』のキャラクターもゲスト出演し、2020年公開の『映画 プリキュアミラクルリープ みんなとの不思議な1日』以来となる3作品クロスオーバー作品としての性格も持ち合わせている。
2024年3月17日放送の『わんだふるぷりきゅあ!』にて特報映像が公開されると共にティザーサイト・ティザービジュアルが公開、6月25日に正式タイトルや作品概要が発表、本サイト・本予告・キービジュアルも公開された。
今回の作品はゲームの世界に吸い込まれ、離ればなれになったこむぎたちが、元の世界に戻るため、CGで表現されたゲームの世界を冒険する話となっている。
監督は、『デジモンアドベンチャー』の総作画監督、『THE FIRST SLAM DUNK』『映画 プリキュアオールスターズF』の演出、『ポッピンQ』『Petit☆ドリームスターズ!レッツ・ラ・クッキン?ショータイム!』の監督を務めた宮原直樹による。CGディレクターは宮原とともに『ポッピンQ』『THE FIRST SLAM DUNK』などに携わった中沢大樹、脚本は『アイカツ!』シリーズや『妖怪ウォッチ』シリーズを手掛けた加藤陽一、キャラクターデザインは『アイカツプラネット!』を手掛けた宮谷里沙がそれぞれ担当する。
エンディング主題歌は本編オープニング主題歌を担当する吉武千颯と、エンディング主題歌を担当する後本萌葉、挿入歌は『ひろがるスカイ!プリキュア』オープニング主題歌及び後本とともに本編エンディング主題歌を担当する石井あみと、『魔法つかいプリキュア!』オープニングなど歴代作品の主題歌を担当し、本編では深澤恵梨香による劇伴音楽のコーラスとして参加している北川理恵と、いずれも主題歌歌手によるデュエット楽曲となっている。
今作のゲスト声優として、お笑いコンビのジャルジャルがゲームの世界に登場するタヌキのポンタとポコタを演じる。さらに、物語の鍵を握る天才ゲームクリエイターの少女・ナツキ役を、2015年公開の『映画 Go!プリンセスプリキュア Go!Go!!豪華3本立て!!! パンプキン王国のたからもの』パンプルル姫役以来9年ぶりのシリーズ出演となる花澤香菜、タヌキの親分・ムジナ役をシリーズ初出演の三宅健太がそれぞれ演じる。また、劇中では悟が飼っているウサギの大福が話しだすほか、人間の姿になるだけでなく悟とともに戦闘形態に変身しプリキュアたちと共闘する展開も用意されており、大福役の声優として『魔法つかいプリキュア!』に登場する校長の旧友・クシィ役以来の出演となる中村悠一が起用されている。なお、人間になった大福及び中村の声、悟との戦闘形態への変身はテレビ本編第49・50話でも再登場している。

## 制作
本作品のプロデューサーを務める舟腰優子によれば、制作にあたって「21年目という新たなスタートを切るタイミングでも“新しいことにチャレンジしてみよう！”」というテーマが最初にあり、そこから作画とCGで舞台を切り替える方向になったため、監督に宮原を起用するに至る。前記のコンセプトに基づいて映画の舞台を検討した結果、従来のプリキュアシリーズではあまり取り上げられなかったゲームの世界が作品の舞台として設定された。
宮原は今作のプリキュアのビジュアルについて「もっと身近な存在に感じられるように、ゲームの世界ではプリキュアのサイズを小さく、動物たちを二足歩行にして、目線がぐっと近づくようにしました」と語っている。
台詞はCGパートがプレスコ形式で先に収録され、その後2D作画パートが収録された。ユキ（ニャミー）役の松田颯水によると、CGパートの収録時点でテレビシリーズではまだニャミーの正体が明かされていない時期であった。
『魔法つかい』のキャラクター達の登場について、舟腰は「『わんぷり』を観ている子供たちが動物を飼いたくなっているかもしれない、でもいろいろな事情で飼うことができない子もいるだろうと想像していた中で、どのシリーズのプリキュアに出てもらうのがいいだろうかと考えた時に、『まほプリ』にはモフルンがいたなと思いました」「（動物ではないモフルンのような）ぬいぐるみや、おもちゃ、ゲームのキャラクターとも心は通じているんだよということを伝える役割を担ってもらいたいという思いがありました。『まほプリ』の起用にはそういった想いも含まれています」と話している。『ひろがるスカイ』のキャラクター達については「TVシリーズのその後のみんなの様子が感じられるような登場にしたいなと思って進めていきました。“相変わらずの関係性なのかな？”とか、『ひろプリ』ファンの方もそういった目線で楽しんでいただけると思います」と話している。
企画段階では『ひろがるスカイ』『魔法つかい』のキャラクター達もCGパートに登場させる構想があり、『魔法つかい』のプリキュア達はシナリオ段階ではゲームの世界に侵入していたが、全員分のCGを作るのは無理だったため、モフルンのみがゲームの世界に入ることになった。モフルンは『Petit☆ドリームスターズ!』にも登場していたため、同作品のCGモデルを活用している。脚本の加藤陽一は、本作品はあくまで『わんだふる』の単独映画のため、『ひろがるスカイ』『魔法つかい』のキャラクターを無理に活躍させず、ゲスト出演の形に留めたとしている。
大福に関しては、テレビシリーズのスタッフから悟とともにスポットを当ててほしいと要望があった事から、兎なので普段声を出せないが、今回ゲームの世界であれば話させることができるとして盛り込まれた。キャラクター性はシリーズ構成の成田良美やシリーズディレクターの佐藤雅教に相談やセリフチェックを依頼している。人間態のキャラクターデザインはテレビシリーズのデザイナー内田陽子が手掛け、人間時の服装や悟とあわせての戦闘形態の服装についても、衣装デザインのNaSkaが新たにデザインしている。

## 興行成績
2024年9月13日に公開を開始、15日までの週末3日間で動員29万5000人、興収3億6700万円を記録、映画観客動員ランキング（興行通信社調べ）で初登場第2位に入った。祝日となった16日を含めた4日間では動員40万5000人、興収4億9700万円を記録、いずれも前年の『映画 プリキュアオールスターズF』に次ぐシリーズ歴代2位のオープニング興行となった。公開3週目の時点で累計動員数76万人、累計興収9億4500万円をそれぞれ突破している。さらに10月5日の時点で興収10億円を突破、累計動員も80万人を超えている。10月21日時点では興収11億5000万円を突破、『オールスターズF』に次ぐ歴代2位の興行成績を記録した。最終興収は12億4000万円。

## あらすじ
ある日、アニマルタウンにタヌキに似た卵型の物体・デジタヌタマゴが現れる。『わんだふるぷりきゅあ!』のプリキュア達はその物体をプリキュア・エターナルキズナシャワーで浄化しようするも、デジタヌタマゴは姿を消してしまう。
その後、こむぎ達は人気ゲーム『ドキドキ♡タヌキングダム』を遊ぶためにPretty Holicに集まる。仲良くゲームを遊んでいたこむぎ達の前に再びデジタヌタマゴが現れ、「ポンタ」「ポコタ」と名乗る2匹のタヌキに分裂する。こむぎ達4人は再度プリキュアに変身してポンタとポコタと戦闘に入るが、隙を突かれて大福と共にゲームの世界に吸い込まれてしまった。
ゲームの世界ではこむぎは二足歩行になり、いろは達と離れ離れになっていた。こむぎはいろはに会うためにゲームに参加する。ゲームを進める中でユキも合流し、2匹はいろは達に会う目的の下で協力する。一方でいろはとまゆは自分達が囚われの身になった事を知る。ポンタとポコタの妨害を押しのけ、こむぎ達は無事に全てのゲームをクリアしていろは達に再会できたが、そこにゲームの世界のタヌキ達の親玉・ムジナが立ちふさがる。ムジナの目的はいろはとまゆをゲームに閉じ込める事だったが、飼い主との絆の力でゲームをクリアしたこむぎ達も閉じ込めることに決める。更に大福も現れ、彼が人間の言葉を喋れるようになっている事にこむぎ達は驚愕する。
一方で現実世界に取り残された悟はこむぎ達を助けるために、『ドキドキ♡タヌキングダム』を制作したゲームクリエイター・ナツキの事を調べ上げ、彼女にコンタクトを取る。ゲームをプレイしていた『ひろがるスカイ!プリキュア』と『魔法つかいプリキュア!』の面々もゲームの異変に気付く。
ゲームの世界に残る事を拒否するこむぎ達にムジナは「ボータヌステージ」（ボーナスステージ）を仕掛ける。圧倒的な数のタヌキ達に追い詰められたワンダフル達の窮地を見かねた『魔法つかい』の面々は魔法でゲームへの侵入を図り、モフルンがゲームの世界に送り込まれる。ワンダフル達はモフルンの魔法のおかげでゲームに勝利し、勝利の報酬として提示された願いを一つ叶えてもらう権利を行使して元の世界へ戻ろうとするも、その報酬が嘘だったため失敗する。だが、悟とナツキがこむぎ達とのコンタクトに成功し、ナツキはゲームの開発経緯とムジナの正体を明かすと、現実世界に繋がるゲートを作成する。こむぎ達を逃がすまいとムジナ達は執拗に妨害するが、最終的にこむぎ達は無事ゲームから脱出し、アニマルタウンに帰還する。そこには人間の少年の姿になった大福もいた。
ところがムジナも現実世界に現れ、獣の姿になって暴れ出し、ナツキのいる横浜みなとみらい21を目指して疾走する。強力になったムジナに苦戦するワンダフル達に『ひろがるスカイ』と『魔法つかい』のプリキュア達が加勢。更に悟と大福がプリキュアに準じた力を持った戦士として覚醒する。ムジナはフレンドリングの奇跡の力で生まれた新たなダイヤハートキーを用いた『わんだふる』のプリキュア達の浄化技「プリキュア・プレミアキズナシャワー」により生まれた時の姿へと浄化され、ナツキに自分への想いを打ち明けられると安堵した様子で消滅していった。
事件終結後、ナツキは『わんだふる』『ひろがるスカイ』『魔法つかい』の面々と仲良くなり、アニマルタウンへと赴くのだった。

## 登場キャラクター

### わんだふるぷりきゅあ!
以下のメインキャラクターのほか、オープニングでは声が無いものの、いろはの両親の剛と陽子、まゆの母のすみれも登場する。
プリキュア
犬飼こむぎ（いぬかい こむぎ） / キュアワンダフル
声 - 長縄まりあ
本作品の主人公。
ゲームの世界に拉致されたいろはを助けるため、ゲームに挑戦する。ゲーム開始当初は独りだったが途中からユキと合流する。
犬飼いろは（いぬかい いろは） / キュアフレンディ
声 - 種﨑敦美
こむぎ（犬形態）を元にしたアバターでゲームに参加するが、ムジナに狙われたことによりゲーム内に囚われる。
猫屋敷ユキ（ねこやしき ユキ） / キュアニャミー
声 - 松田颯水
ゲームの世界に拉致されたまゆを助けるため、こむぎと協力してゲームに挑戦する。
猫屋敷まゆ（ねこやしき まゆ） / キュアリリアン
声 - 上田麗奈
ユキ（猫形態）を元にしたアバターでゲームに参加するが、いろはと共にゲーム内に囚われる。
協力者
兎山悟（とやま さとる）
声 - 寺島拓篤
大福（兎形態）を元にしたアバターを作ってゲームに参加する。プリキュア達や大福と異なり現実世界に取り残される。こむぎ達が脱出できるようゲームについて調べ上げ、ナツキと連絡を取り合う。
戦闘形態
暴走するムジナが放ったタヌキの影に襲われそうになった際に大福と共に突然変身した新たな姿。
髪の色が淡い灰茶から濃い赤茶色に変わり、丸帽子を被り、眼鏡は外している。コスチュームはオレンジを基調としており、ロングコートの下に黒いインナーとズボンを着用し、朱色のブーツを履いている。
兎山大福（とやま だいふく）
声 - 中村悠一
誕生日は3月27日。好物はキャベツ。前記の通り、本作では人語を話せるようになり、人間態や戦闘形態も獲得する。一人称は「オレ」で、外見の印象に反してクールな低音の声質で荒っぽい男言葉を喋るのが特徴。勇敢で頼もしくマイペースな性格。
人間態は銀髪の小柄な少年で、側頭部の髪型は本来の姿であるロップイヤーの耳を模しており、毛先が灰色で左側の先端が分かれている。
戦闘形態
悟と共に変身した新たな姿。
側頭部の髪の毛先が灰色から紫色に変わり、丸帽子を被る。コスチュームは黄色と灰色を基調としており、半袖ワンピースの下に黄色い半袖インナーとかぼちゃパンツを着用、手に薄黄色の手袋をはめ、灰色のブーツを履いている。
ニコ
声 - 植田佳奈
本作品ではアバンタイトルと本編終盤における浄化技の発動時のみ登場しており、作中の事件にはほとんど関与していない。
メエメエ
声 - 立花慎之介
こむぎ達がゲームの世界に吸い込まれた事を聞いて悟の元に駆け付ける。

### ひろがるスカイ!プリキュア
虹ヶ丘家であげはがツバサ（プニバード形態）を元にしたアバターを作ってゲームに参加、それを他の4人が見ていたが、ゲーム内で起きた異変に気づく事になる。終盤では現実世界に現れたムジナを止めるためわんだふるぷりきゅあに加勢する。
プリキュア
ソラ・ハレワタール / キュアスカイ
声 - 関根明良
虹ヶ丘ましろ（にじがおか ましろ） / キュアプリズム
声 - 加隈亜衣
夕凪ツバサ（ゆうなぎ ツバサ） / キュアウィング
声 - 村瀬歩
基本的に人間態で行動するが、終盤ではナツキに本来のプニバード族としての姿を明かしている。
聖あげは（ひじり あげは） / キュアバタフライ
声 - 七瀬彩夏
エル / キュアマジェスティ
声 - 古賀葵
幼児体と少女体の双方の姿で登場。なお、少女体は映画初登場となる。
終盤ではフェリーチェと共闘する。

### 魔法つかいプリキュア!
公園でみらいがモフルンを元にしたアバターを作ってゲームに参加、それを他の3人が見ていたが、ゲーム内で起きた異変に気づき、ワンダフルたちが窮地に陥った際に魔法で介入しようと試み、送り込まれたモフルンが魔法で救う。終盤では同じくわんだふるぷりきゅあに加勢する。
プリキュア
朝日奈みらい（あさひな みらい） / キュアミラクル
声 - 高橋李依
十六夜リコ（いざよい リコ） / キュアマジカル
声 - 堀江由衣
花海ことは（はなみ ことは） / キュアフェリーチェ
声 - 早見沙織
ぬいぐるみ
モフルン
声 - 齋藤彩夏
みらい達の魔法によりゲームの世界に侵入。「キュアップ・ラパパ」の魔法でムジナを除くタヌキ軍団の風船を全滅させてワンダフル達を助ける。その直後に現実世界に戻った。

### 本作品のオリジナルキャラクター
ナツキ
声 - 花澤香菜
ゲーム『ドキドキ♡タヌキングダム』を作ったゲームクリエイターの少女。卓越したプログラミング能力の持ち主。普段はメガネをかけているが、タヌキの顔を模した独特のデザインのゴーグルを着用することもある。誕生日は7月15日。好物はジェラート、好きな色はターコイズブルー。
幼少期は友達が出来ず孤独な日々を送っていたが、公園で出会った狸に「タヌちゃん」とニックネームを付けて仲良くなった。しかし公園が取り壊されてタヌちゃんに会えなくなり、タヌちゃんを模したアバターキャラクター（後のムジナ）を制作した。そこから発展して個人的に『ドキドキ♡タヌキングダム』を制作したところ、プロから評価され賞を受賞した事により商品化に至った経緯がある。
席を外している間にプログラムが暴走しておかしな内容になった事に気づき、原因を調べていたところに悟からの連絡を受け、こむぎ達がゲームから脱出できるように支援する。ムジナが現実世界に飛び出すと、横浜のビルの屋上に向かい暴走する彼と対峙する。わんだふるぷりきゅあによりムジナが制作当初の姿に戻された後、タヌちゃんへの想いを吐露してその最期を見届けた。エンディングではこむぎ達に誘われアニマルタウンを訪れる。
ムジナ
声 - 三宅健太
ゲームの世界でプリキュアたちに立ちはだかるタヌキたちの親分。一人称は「オレ」または「オレ様」で、語尾に「〜ダヌ」を付ける。誕生日は3月22日。好物はそば。
元々はナツキが昔仲良くしていた狸・タヌちゃんを模して創られたアバターキャラクターだったが、プログラムの暴走により独自の自我を持つようになり、現在の姿に変化した。この経緯からナツキからは「タヌちゃん」と呼ばれている。
現実世界にデジタヌタマゴを派遣し、動物を慈しむ心の持ち主であるいろはとまゆを見初め、ゲームに拉致する。こむぎ達動物には興味が無かったが、飼い主との強い絆でゲームを見事クリアした事に感涙し、こむぎ達も閉じ込めることに決める。ゲームから脱出を図るこむぎ達を妨害するも最終的に脱出を許してしまうが、自身も現実世界へと飛び出し、最終形態に変貌する。
最終形態
現実世界に現れたムジナが変貌した姿で、本作品における最終的な敵役。
狼や狐に似た白を基調とした四足歩行の獣の姿をしている。明確な言葉を発さず理性もほぼ失われ、ナツキを求めて横浜みなとみらい21へと疾走し、邪魔する者は黒いタヌキの影で攻撃する。最後はプリキュア・プレミアキズナシャワーにより制作当初の姿に戻され、ナツキから想いを打ち明けられると穏やかな表情で消滅した。
ポンタ
声 - 後藤淳平（ジャルジャル）
こむぎがゲームの世界で出会うタヌキの仲良し兄弟の一人。一人称は「オイラ」で、語尾に「〜タヌ」または「〜ポン」と付ける。誕生日はムジナと同じ。好物はうどん。丸くモフモフとした体型。
卵みたいな形の「デジタヌタマゴ」の姿で現実世界に現れ、アニマルタウンで遭遇したプリキュアと対峙した際にいろはとまゆを見初める。いろは達がゲームを始めた所に再び現れてポコタと分離し、いろはとまゆをゲーム内に拉致しようとしたが、こむぎ達も連れてきてしまった。ゲームでは司会をしつつ、いろは達に会うためにゲームに挑戦するこむぎ達を妨害する。
ポコタ
声 - 福徳秀介（ジャルジャル）
ゲームの世界で出会うタヌキの仲良し兄弟の一人。一人称は「ボク」で、語尾に「〜タヌ」または「〜ポコ」と付ける。誕生日と好物はポンタと同様。背が高く細身の体型。
ポンタと共にゲームで司会をしつつ、こむぎ達を妨害する。
ウェイタータヌキ
声 - 田上真里奈、山口茜
ゲームの世界で囚われの身となったいろはとまゆをもてなす役目を担うタヌキ。
小タヌキ
声 - 望田ひまり、櫻庭有紗、早瀬雪未、梅澤めぐ、月城日花、花桐まき、奥山穏乃
ゲームの世界で大量に現れるタヌキ。
システムタヌキ
声 - 小櫃裕太郎（朝日放送テレビアナウンサー）
ゲーム内で流れるシステム音声を担うタヌキ。

## 作中用語
ドキドキ♡タヌキングダム
本作品の舞台となるゲーム作品で、作中の世界で大流行している人気作品。制作者はナツキ。
複数のミニゲームで構成され、タヌキのキャラクターが暮らす世界で競い合う内容。携帯型ゲームであるが、悟はパソコンを使ってプレイしている。オンライン通信にも対応する。プレイヤーは様々な動物のデザインをカスタムして制作したアバターを使用する。
ムジナの陰謀によりいろはとまゆがゲーム内に拉致され、こむぎ・ユキ・大福もゲーム内に突入する。ゲームの世界はCGで描写され、プリキュアは頭身が下がり、動物キャラクターは二足歩行となる。ゲーム内ではいろは・まゆはフレンディ・リリアンの姿のままであるが、こむぎとユキは適宜本来の姿から直接プリキュアに変身する。
フレンドリング
本作品のキーアイテムである、ハート型の宝石が付いた指輪。ゲームに参加するプレイヤーキャラクターが身に付けている。
後述のように本作品における入場者特典としても配布されている。
プリキュア・プレミアキズナシャワー
フレンドリングの奇跡により出現した新たなダイヤハートキーを用いて発動する浄化技。基本的な手順はプリキュア・エターナルキズナシャワーと同様で、発動にはニコの力でダイヤモンドリボンスタイルに変身する必要がある。この技でムジナを原始の姿に戻した。

## スタッフ
- 原作 - 東堂いづみ
- 漫画 - 上北ふたご（講談社「なかよし」連載）
- 製作 - 高木勝裕、吉村文雄、安井一成、古澤圭亮、柴田邦彦、佐藤澄宣
- 企画 - 舟腰優子、多田香奈子
- 監督 - 宮原直樹[5]
- 脚本 - 加藤陽一[5]
- 絵コンテ - 村上貴之、宮原直樹、芦野芳晴、田辺泰裕
- 演出 - 村上貴之[5]
- キャラクターデザイン・総作画監督 - 宮谷里沙[5]
- オリジナルキャラクターデザイン - 内田陽子、なすか、斎藤敦史、宮本絵美子
- 作画監督 - 宮谷里沙、たかはし隆子、酒井夏海、迫江沙羅、片山啓介、沼田広、小川玖理周
- デザイン協力 - 藤澤椎、春山和則
- 美術監督 - 谷岡善王[5]
- 美術監督補佐 - 藤井里咲
- 美術デザイン - 青木薫、天田俊貴
- 美術設定協力 - いいだりえ
- 色彩設計 - 横山さよ子[5]
- 撮影監督 - 大島由貴、佐々木果南[5]
- CGプロデューサー - 直宮秀樹
- CGディレクター - 中沢大樹[5]
- CGアニメーションスーパーバイザー - 関祖輝、竹中佑城
- コンポジットスーパーバイザー - 佐々木果南
- 編集 - 麻生芳弘
- 録音 - 林奈緒美
- 音響監督 - 菅原三穂[5]
- 音響効果 - 石野貴久
- 音響制作 - タバック
- 録音スタジオ - 東映デジタルセンター、Allyスタジオ
- 音楽 - 深澤恵梨香[5]
- 音楽協力 - マーベラス、東映アニメーション音楽出版、ライトソング音楽出版
- 音楽プロデューサー - 井上洸、立石夏子、久住小百合
- 選曲 - 水野さやか
- 制作担当 - 吉田智哉、直田宏隆
- 製作統括 - 鷲尾天、額賀康彦、佐藤直樹
- アニメーション制作 - 東映アニメーション
- 制作 - わんだふるぷりきゅあ！ざ・むーびー！製作委員会（東映アニメーション、東映、ABCアニメーション、バンダイ、ADKエモーションズ、マーベラス[5]）
- 配給 - 東映

## 主題歌
オープニング主題歌「わんだふるぷりきゅあ！evolution!!」
作詞 - こだまさおり / 作曲・編曲 - EFFY / 歌 - 吉武千颯
劇中では2番サビ以降を挿入歌としても使用。
エンディング主題歌「Happy≒Future」
作詞 - 青木久美子 / 作曲・編曲 - 馬瀬みさき / 歌 - 吉武千颯・後本萌葉
劇中では「ゲームミュージックversion」と「ダンシング玉入れversion」の2曲がインストゥルメンタルアレンジとしてBGMに使用。
『わんだふるぷりきゅあ!』第33話・第34話では本放送・TVerの見逃し配信時のみテレビサイズに編集したバージョンをエンディングで使用。
挿入歌「大好きのキズナ」
作詞 - こだまさおり / 作曲・編曲 - 馬瀬みさき / 歌 - 石井あみ・北川理恵
挿入歌「FUN☆FUN☆わんだふるDAYS!」
作詞 - マイクスギヤマ / 作曲 - ヒゲドライバー / 編曲 - 石塚玲依 / 歌 - 石井あみ・後本萌葉
挿入歌「しあわせえぼりゅ～しょん♡ 〜こむぎ&いろはVer.〜」
作詞 - マイクスギヤマ / 作曲・編曲 - 石塚玲依 / 歌 - 石井あみ・後本萌葉

## プロモーション

### 前売り券・ムビチケ
ムビチケ前売券
2024年6月28日より発売開始。劇場販売分にはワンダフルとフレンディ、ニャミーとリリアンいずれかが描かれた「わんだふる♡クリップ」が特典として付属、2種のうちどちらか1つ選ぶことが可能となっていた。
@Loppi限定 グッズ付ムビチケコンビニ券
2024年6月28日から発売開始、本作品の公開を記念したグッズ付のムビチケコンビニ券を全国のローソン店内のLoppiにて予約受付を実施。カラビナ付きポーチ、コーム、ヘアゴム、ネイルシール、前髪クリップ（こむぎ・ユキ・大福のいずれか1つ）の「えらべるオシャレセット」と、キービジュアルが描かれたブランケットとスープマグの「わんだふるなひとときセット」の全2種類を用意した。

### 入場者プレゼント
フレンドリング
今回の中学生以下の入場者に配布されるプレゼントは映画前々作『映画 デリシャスパーティ♡プリキュア 夢みる♡お子さまランチ!』以来となる本作品のキーアイテムである指輪型アイテムになり、こむぎとユキの2種類各25万個全50万個が公開日の2024年9月14日よりランダム配布された。
わんだふる♡クリアカード
追加入場者プレゼント。第1弾は9月20日より「ワンダフル&フレンディ」「ニャミー&リリアン」「こむぎ&ユキ&大福」の3種類の絵柄で全国合計20万個限定、第2弾は9月27日より『ひろがるスカイ!プリキュア』のプリキュア5人、『魔法つかいプリキュア!』のプリキュア3人とモフルン、映画鑑賞時のシークレットカード（悟＆大福）の3種類の絵柄で全国合計15万個限定で、大人含め1日1回の鑑賞につきランダムで1種類プレゼントされた。
B2サイズ映画ポスター
後述の9月28日・29日にT・ジョイSEIBU大泉で開催された「わんだふるぷりきゅあ！しあたー！@T・ジョイSEIBU大泉」開催期間中に同施設のチケットを購入した来場者全員に前述のクリアカードと併せてプレゼントされた。
わんだふる スペシャルポストカード
10月11日より一部劇場を除き本編上映後にワンダフル・スカイ・ミラクル・悟・大福によるスペシャルアフタートークが実施されるのにあわせ、この時スクリーンに投影されるキャラクターデザインの宮谷里沙による描き下ろしイラストを用いたポストカードが数量限定で配布された。
わんだふる♡サンクスカード
追加入場者プレゼントとして、10月25日よりエンドロールで使用されているイラストを用いた両面デザインのイラストカードが全国8万枚限定で配布された。

### イベント・キャンペーン・プロジェクト
いこーよ
映画前2作に引き続き、本作品でもアクトインディが運営する子供のお出かけ情報サイト『いこーよ』が、製作委員会と共同でプリキュア好きの親子を対象に本作品の魅力を発信することを目的としたアンバサダープロジェクトを実施。2024年5月28日から6月16日23時59分までアンバサダーを募集し、7月中旬から9月末までの期間、東京都内で開催の映画関連イベントに参加し、SNSで情報発信する親子10組程度の「いこーよアンバサダー」と、場所の制限無くSNSで映画関連の情報を発信する親子30組程度の「いこーよSNSアンバサダー」の2チームに分かれて活動した。
わんぷり♡ぬりえコンテスト
各劇場で配布された線画チラシに色を塗って撮影し、2024年7月5日から8月4日までの期間にSNSに投稿して応募すると抽選で豪華景品がプレゼントされる企画を実施した。また、MOVIX仙台など一部の劇場でも塗り絵イベントが実施された。
仙台七夕まつり
2024年8月6日から8日までの3日間、同時期に宮城県仙台市にて毎年開催される七夕イベントにて本作品とのコラボレーションタイアップを展開。本作品に準じたポスタービジュアルとプリキュア4人のオリジナルデザインがそれぞれ描かれた計5本の吹き流しを前述の祭りイベント開催期間中の3日間限定で展示、あわせて初日にあたる8月6日にはこの吹き流しの付近にて「わんだふる♡うちわ」を先着限定で配布された。
タワーレコードカフェ 「わんだふるぷりきゅあ！ざ・むーびー！×TOWER RECORDS CAFE」
本作品の公開を記念したコラボレーションカフェとして、2024年9月7日から18日までの前期と9月19日から10月1日までの後期にて表参道店（東京都渋谷区）、9月7日から18日までの前期と9月19日から10月5日までの後期にて大阪ステーションシティ店（大阪市北区、大阪ステーションシティ サウスゲートビルディング内）、10月3日から11日までの前期と12日から20日までの後期にて名古屋栄スカイル店（名古屋市中区）と福岡店（福岡市中央区）の4店舗にてそれぞれ開催。店頭では『わんだふるぷりきゅあ！』、『ひろがるスカイ！プリキュア』、『魔法つかいプリキュア！』の3作品のプリキュアの各メンバーの口癖や個人技・合体技、テレビシリーズのエンディングテーマなどの関連曲をモチーフにしたコラボメニュー、持ち帰り専用のオリジナルボトルドリンクのほか、前述3作品の描き下ろしコラボグッズをそれぞれ販売した。また、コラボメニューの注文で1枚ランダムでオリジナルコースター、7月27日20時販売の予約チケット購入でオリジナルステッカーが予約席数分でそれぞれ貰えた。
日清食品「カップメシ」
2024年8月5日より、本作品と同社から発売する「カップメシ」によるコラボレーションキャンペーン企画として「お湯かけ5分でいろんなメシ わんだふるカップメシ！ キャンペーン！」を実施。期間中、「ぶっこみ飯」、「炎メシ 辛うまユッケジャン」、「台湾メシ」のいずれか1品を含めたカップメシシリーズを合計2品の購入で1口応募が可能となっており、本作品に登場する12人のプリキュアが描かれた12種の缶バッジの中から1つもれなく貰えた。また、8月5日から9月3日23時59分までの期間中、1口での応募で抽選で各30名、計90名にB賞として全3種のオリジナルクッション、2口の応募で抽選で3名にA賞としてオリジナル掛け時計がそれぞれプレゼントされる施策も行われた。
映画公開記念 クイズラリー
2024年8月2日から9月29日23時59分までの期間、一部を除く全国の映画館で本作品の公開を記念したクイズラリーを開催。対象の映画館に掲示されたポスターに記載のQRコードを読み取り、特設サイトをスタッフに提示すると先着で本作品のオリジナルステッカー「わんだふる♡キラキラステッカー」が貰えるほか、対象の映画館に掲示されたクイズポスターの問題を解き特設サイトから必要事項を明記の上応募すると抽選で景品がプレゼントされた。
JOYSOUND
2024年8月1日から10月31日までの期間、本作品の公開を記念して「JOYSOUND X1」または「JOYSOUND MAX GO」を導入している店舗のカラオケルームにて、『映画 ヒーリングっど♥プリキュア ゆめのまちでキュン!っとGoGo!大変身!!』並びに同時上映の短編作品『映画 トロピカル～ジュ!プリキュア プチ とびこめ!コラボ♡ダンスパーティ!』の2作品をJOYSOUNDの映像コンテンツサービス「みるハコ」にて無料で配信。また、8月26日からは本作品とのコラボレーションによるプレゼント企画も展開された。
フレンドリングでゲットキャンペーン
2024年9月13日から10月12日までの期間、一部の対象施設・店舗にてスタッフや店員などにフレンドリングを提示すると各種特典のプレゼントや商品・料理・サービスの無料追加、料金割引などの特典が受けられた。
映画公開記念応援イベント プリキュアシンガーズリリースミニライブ
映画公開翌日の2024年9月14日に、千葉県柏市のセブンパーク アリオ柏の屋外スマイル・パークにて、本作品主題歌歌手の石井あみ・後本萌葉・吉武千颯と歴代主題歌歌手のMachicoの4人が出演するミニライブを11時と17時の2回開催、合わせて関連CDの販売や特典お渡し会も実施した。17時の回にはスペシャルゲストとして歴代主題歌歌手の吉田仁美も出演した。
映画公開記念スタンプラリー
2024年9月13日から10月17日まで、本作品公開およびT・ジョイエミテラス所沢（埼玉県所沢市、本作品公開直後の9月24日に開業）の開業を記念したスタンプラリーを開催予定。期間中、対象施設や一部駅を除く西武鉄道の各駅に配布されるラリーシートを入手し、対象施設5箇所に設置のスタンプを3つ集めて対象施設に提出するとクリア賞として「わんだふる♡ポストカード」が貰える。また、専用の応募フォームにT・ジョイエミテラス所沢のスタンプを撮影した写真を投稿して応募した中からボーナス賞として抽選で20名にプリキュア4人のキュアフレンズぬいぐるみ、またはPretty Holic プリティアップリップがプレゼントされる特典も実施された。
わんだふるな街とよたで♪ぷりきゅあスタンプラリー
2024年9月2日から29日まで、愛知県豊田市の観光団体「ツーリズムとよた」とのタイアップによるデジタルスタンプラリーを開催。同団体が配信している観光情報アプリ「いこまいるとよた」を使って豊田市内の対象施設5ヶ所に設置してあるスポットでGPSによる位置情報取得またはQRコード読み取りでスタンプを集め、5ヶ所達成で市内で使える200円分のクーポン券が獲得できたほか、3ヶ所達成で声優のサイン入り映画宣伝ポスターなどの抽選応募が可能となっていた。
イオンモール
2024年9月2日から同月末までの期間、本作品の公開を記念したクイズラリーを開催。一部のイオンモール館内に設置のクイズコーナーに参加するとスペシャル壁紙がもらえるほか、全問正解すると抽選で20名に豪華賞品がプレゼントされる。また、前述の通り公開日の9月13日よりフレンドリングを提示すると数量限定で「わんだふる♡キラキラステッカー」が1人1枚貰えるキャンペーンも同時開催した。
プリキュア プリティストア / 丸井
本作品の公開を記念したプリティストアの出張店舗を、全国劇場20館（2024年9月13日～10月31日）、丸井の3店舗、サッポロファクトリー（10月10日～14日）、モレラ岐阜（11月20日～24日）でそれぞれ期間限定で出店予定。本作品のプリキュア12人と兎山大福（人間態）、兎山悟のアクリルスタンドをはじめとした各種描き下ろしオリジナルグッズを販売する。また、全国劇場20館を除く出張店舗では商品3000円以上の購入で特典が貰える抽選会が実施されるほか、プリキュアエポスカード（フレッシュプリキュア!またはモノグラム ネイビーデザイン）への新規入会で「フレッシュプリキュア！」のB2サイズのポスターがプレゼントされる施策も行われた。
バンダイナムコアミューズメント
前述のフレンドリングの提示・特典キャンペーンに関連して本作品公開日の2024年9月13日から、ナムコの一部対象店舗でスタッフにフレンドリングまたは本作品の鑑賞済チケットを提示すると、ナムコ限定の2層式ステッカーを全2種の中から1つプレゼント、同時にナムコポイントアプリでは抽選で6名に玩具やシリーズ化粧品ブランド「Pretty Holic」の商品が貰えるプレゼントキャンペーンも実施した。
T・ジョイSEIBU大泉 / 東映アニメーションミュージアム「わんだふるぷりきゅあ！しあたー！@T・ジョイSEIBU大泉」
2024年9月28日・29日に東京都練馬区のT・ジョイSEIBU大泉にて本作品の公開を記念した小児向けの特別イベントを開催。前述の入場者特典であるB2サイズの映画ポスターの配布に加え、本作品が上映されるシアター前にてキュアワンダフルとキュアフレンディによる出迎えや、ワンダフルによる各上映回入場時の特別館内放送の実施、特別シアターまでの通路と入口付近が同イベントに準じた特別装飾仕様のほか、本作品の感想やプリキュアのイラストなどを自由に記入できる黒板シートが設置される企画が行われた。また、T・ジョイと同施設向かいの東映アニメーションミュージアムの2か所では、本作品のキャラクターデザインを担当した宮谷里沙による同イベント限定の直筆黒板アートも公開された。
ディッパーダン
2024年9月9日から30日までの期間、本作品の公開を記念したタイアップキャンペーンを実施。対象店舗にて税込500円以上の注文時に指定の合言葉を店員に伝えるか、ディッパーダン公式サイトの「WEBクーポン」画面を店員に提示すると、全5種の「オリジナルコースター」が1枚が貰えたほか、本作品公開日の13日からは既に前述で述べている「フレンドリング」を実施店舗で店員に提示すると対象ドリンクのSサイズが1杯プレゼントされる。また、ディッパーダン公式X（旧・Twitter）と連動したキャンペーンも実施されており、公式Xをフォローの上、公式指定のキャンペーン投稿をリポスト（リツイート）すると、抽選で20名に本作品のポスターがプレゼントされた。
スモールワールズ
2024年9月13日から10月27日まで、東京都江東区のスモールワールズで本作品の公開を記念したコラボイベントを開催した。館内ではミニチュアキャラクターを捜索するゲームや、全3種類のイベント限定カードが1枚貰えるゲーム参加者限定のガラポン抽選、フォトスポットの設置のほか、肉球形のステッカーが貰えるイベント限定のコラボドリンク販売などが行われた。また、プリキュアの衣装を着用して撮影、来場者を3Dフィギュアとして作成できるコーナーのほか、作成したフィギュアやフィギュアケースが購入可能なコーナーも設けられた。
わんだふるぷりきゅあ！ざ・むーびー！×よこはま 横浜でいっしょに遊ぼ♪キャンペーン
映画作品の舞台としても長らく用いられている横浜市の街並みが、本作品でも劇中に登場するのにあわせて、今回も同市及び同市観光協会、東映アニメーション、東映エージエンシーの4者による連携協定を締結、2024年9月30日から10月20日まで、劇中に登場する横浜のスポットを紹介する観光マップの配布を始め、限定デザインステッカーの配布など以下のタイアップ企画を実施した。
「ワールドフェスタヨコハマ2024 山下公園通り歩行者天国」
2024年10月12日11時 - 11時20分に中区の山下公園沿いの車道で開催されるイベントに『わんだふるぷりきゅあ!』のプリキュアが登場した。
「横浜スパークリングトワイライト」
10月12日19時 - 19時10分に山下ふ頭で開催された花火イベントで『わんだふるぷりきゅあ!』のプリキュアをイメージした花火が打ち上げられた。
「わんだふるぷりきゅあ！ざ・むーびー！×横浜 MAP」
タイアップ期間中、横浜駅、桜木町駅の観光案内所、みなとみらい地区の映画館、商業施設、観光施設、市内18区役所・区総合庁舎（10月4日配布開始予定）などで本作品に登場した横浜市内の施設・スポットが記載されたA3サイズの二つ折りカラー仕様のマップが5万枚数量限定で配布された。
オリジナルステッカープレゼントキャンペーン
タイアップ期間中、対象の横浜市内の施設5か所での対象店舗で対象のメニューの注文、サービスの利用時にレジで合言葉の「わんだふる！」と発言すると先着順で対象施設ごとにデザインが異なる5種類のイベント限定ステッカーが貰えるキャンペーンを実施した。
隠れこむぎ＆ユキ フォトスポット
タイアップ期間中、オリジナルステッカープレゼントキャンペーンを実施する対象施設にこむぎ、ユキ、大福が隠れたスポットを設置した。
「わんだふるぷりきゅあ！×YOKOHAMA AIR CABIN」キャンペーン
タイアップ期間中、横浜市中区で運行しているYOKOHAMA AIR CABINの改札ゲート通過時の音声にキュアワンダフルのボイスが入った仕様となった。
「映画公開記念「わんだふるぷりきゅあ！」コラボイベントin横浜ランドマークタワー」
2024年9月2日から9月29日まで、横浜市西区・みなとみらいの69階展望フロア「スカイガーデン」と、ランドマークプラザ5階の「Cafe Fan Base」にて、本作品の公開を記念したコラボレーションイベントを開催した。このうちスカイガーデンでは映画やテレビシリーズに関する展示コーナーや、作中に登場する「ニコガーデン」をモチーフにした塗り絵コーナーが設置された。また、同施設限定のオリジナルアクリルスタンドキーホルダーとアクリルバッジ、「プリキュア プリティストア」の一部商品をタワーショップにて、イベント限定コラボドリンクとして「わんだふる♡ドリンク」をスカイカフェにてそれぞれ販売した。さらに、チケット売場ではコラボイベント限定デザインのA4クリアファイルが貰える特別入場券も販売するほか、フレンドリングの提示で「わんだふる♡キラキラステッカー」が貰える特典も用意された。一方、「Cafe Fan Base」では同店限定で本作品に登場するプリキュアなどをイメージしたオリジナルコラボメニューやグッズを販売したほか、コラボメニューの注文とグッズの購入でオリジナルノベルティをランダムにてプレゼントされた。あわせて9月13日より映画館にてフレンドリングを入手した状態でコラボカフェを利用の上で提示すると、オリジナルビジュアルカードもプレゼントされたほか、スカイガーデンと「Cafe Fan Base」との共同企画として4か所にスタンプポイントを設置したスタンプラリーも実施された。
コスモクロック21
10月11日から20日まで、よこはまコスモワールドの大観覧車「コスモクロック21」で18時30分から21時の時間帯に本作品をイメージした特別演出が行われた。
横浜市役所
10月11日から20日まで3階 市民ラウンジに本作品に登場する横浜のスポットを紹介するコーナーが展示がされた。また、19日と20日には「わくわく！こどもデー in 横浜北仲フェス～市役所でHappy Halloween～」のイベントの一つとして31階 レセプションルームに本作品に登場するプリキュアのスタンディも展示され、ノベルティとしてうちわが先着で配布された。
フォーシーズ（ピザーラ / ビバパエリア）
2024年9月20日から10月上旬までの期間中、ピザーラまたはビバパエリアのオフィシャルネット会員に限り専用応募フォームからの応募でオリジナルコラボグッズが抽選で貰えるプレゼントキャンペーンを実施した。このうちピザーラでは2000円以上の配達または持ち帰りの購入でオリジナルぷに缶バッジ3種をA賞として100名、ランチョンマット3種をB賞として100名、一方のビバパエリアでは「わんだふる♡キラキラステッカー」、「わんだふる♡うちわ」、ビバパエリアで使用できる2500円分チケットの3セットを30名にそれぞれプレゼントされた。
熊本県警察
本映画の公開と2024年9月21日より始まる秋の全国交通安全運動に合わせる形で、熊本県警が本映画とタイアップした交通安全啓発ポスターを作成、掲出を行ったほか、道路情報板のメッセージ表示もそれに合わせた内容を表示した。

### 映画公開記念! わんぷり夏の大冒険ツアー！
本作品の公開を記念し、公開に先駆け全国各地にてプリキュアが登場するグリーティングや、フォトスポット、クイズラリーなどを中心としたイベントが行われる施策が行われた。なお企画の順番は東映のプリキュアシリーズ映画公式Xアカウントで投稿された日の早い順を元にしている。
Harezaの日 4th Anniversary SUMMER FESTIVAL 2024
Hareza池袋（東京都豊島区）の開業4周年を記念し、2024年8月1日から4日に開催された野外ライブのイベントで、8月2日に本作品のコラボイベントを実施した。18時5分 - 18時20分には中池袋公園にて主題歌歌手の吉武千颯と石井あみ、キュアワンダフルとキュアフレンディ、TRFのDJ KOOが出演するミニライブイベントを開催、本作品挿入歌「大好きのキズナ」とエンディング主題歌「Happy≒Future」の2曲をDJ KOOによるスペシャルコラボバージョンで披露した。あわせて19時30分からはTOHOシネマズ池袋にて映画前作『映画 プリキュアオールスターズF』の応援上映も同時開催した。
また、これとは別にHareza池袋（中池袋公園、TOHOシネマズ池袋）の近隣施設であるサンシャインシティワールドインポートマート展示ホールAでは8月2日から25日まで『わんだふるぷりきゅあ！いっしょにあそぼ♪わんだふるワールド』の東京会場が開催され、石井は共にエンディング主題歌を歌う後本萌葉とともにこのイベントのステージにも参加した。
東武ワールドスクウェア
2024年8月2日から9月29日までの期間、栃木県日光市の東武ワールドスクウェアにて、本作品とのコラボレーションイベントを開催。映画前作に引き続き園内に隠れた本作品のプリキュアをはじめとするバンダイのデフォルメフィギュアシリーズ「ぷりきゅ〜と」を探索するイベントのほか、園内3か所を巡りスマートフォンから問題を解いてステッカーや抽選で貰えるプレゼントが用意されたクイズラリー、本作品特製のスタンディによるフォトスポット、コラボフードとドリンクの販売などが行われた。また、2024年8月17日にはキュアワンダフルとキュアフレンディが参加するフォトセッションも開催された。
ザ・モール仙台長町×MOVIX仙台 SUMMER FESTIVAL 2024
2024年8月12日から9月29日までの期間、宮城県仙台市のザ・モール仙台長町と同施設のPart2に出店しているMOVIX仙台にて本作品の公開を記念したスペシャルイベントを開催。このうちザ・モール仙台長町では、8月19日から9月29日までの期間、前述の「仙台七夕まつり」にて展示された5本の吹き流しを1階 正面入口付近でも展示したほか、イベント初日にあたる8月12日には2階 いこいの広場にてキュアワンダフルとキュアフレンディによるフォトセッション、あわせて3階 紀伊國屋書店付前特設会場では前述の「わんぷり♡ぬりえコンテスト」をそれぞれ開催した。
また、MOVIX仙台では本作品のフォトスタンディを設置したほか、本作品の公開日にあたる9月13日よりプリキュア プリティストアの出張所として「プリキュア プリティストアin MOVIX仙台」を4階のグッズ売場「MOVIXストア」にて上映期間中に期間限定で出店した。
東武鉄道 東武鬼怒川線「SL大樹」映画公開記念イベント
2024年8月17日・18日に東武鬼怒川線「SL大樹」による本作品の公開と上述の東武ワールドスクウェアでのイベント開催を記念したコラボレーション企画を実施。同2日間はプリキュアが描かれた本作品とのコラボによるヘッドマーク付きの機関車として「SL大樹」1号・2号・5号・6号にはキュアワンダフルとキュアフレンディが描かれた「わんだふる号」、3号・4号・7号・8号にはキュアニャミーとキュアリリアンが描かれた「にゃんだふる号」がそれぞれ運行された。また、これらの対象の列車番号の座席指定券の購入者を対象に「わんだふる♡キラキラステッカー」が貰えたほか、18日には栃木県日光市にある東武鬼怒川線 鬼怒川温泉駅の転車台広場でキュアワンダフルとキュアフレンディによるフォトセッションも行われた。
ららぽーと磐田
本作品の公開を記念して、2024年9月7日・8日に静岡県磐田市の三井ショッピングパーク ららぽーと磐田1階東広場にてキュアワンダフルとキュアフレンディによるフォトセッションを開催した。
ティ・ジョイ
キュアワンダフルによる本作品を鑑賞した来場者を対象としたイベントを9月14日に広島バルト11（広島県安芸郡府中町、イオンモール広島府中内）、T・ジョイ東広島（広島県東広島市、フジグラン東広島内）、T・ジョイ久留米（福岡県久留米市、久留米アミューズメントビル内）、9月15日にT・ジョイ出雲（島根県出雲市、ゆめタウン出雲内）、9月23日にT・ジョイ京都（京都市南区、イオンモールKYOTO Sakura館内）、T・ジョイ梅田（大阪市北区、E-MA内）の6施設で開催した。
エスパルスドリームプラザ / MOVIX清水
本作品の公開を記念して静岡市清水区のエスパルスドリームプラザと同施設内のMOVIX清水とのコラボレーションキャンペーンを開催。2024年9月13日から10月14日までの期間、MOVIXにて鑑賞した本作品の鑑賞済みチケットと、ドリームプラザの本館、新館含めた合計2000円以上の購入レシートとのセットによる抽選イベントをMOVIXのグッズストア（物販コーナー）にて開催、チケットとレシートをグッズストアへの提示で本作品ポスターやドリームプラザの買い物券などが抽選でプレゼントされる。また、ドリームプラザでは2024年9月14日に新館（PARK-side）2階大階段下にてキュアワンダフルとキュアフレンディによるフォトセッションを開催する一方、MOVIXでは子供向けに映画上映時の場内の照明を通常より明るくしたり、音量を通常より縮小するなど子供に配慮した特別上映会が9月22日と29日にそれぞれ実施された。
T・ジョイエミテラス所沢
2024年9月22日に埼玉県所沢市のT・ジョイエミテラス所沢のシアター内で、本作品が上映された11時と13時20分の上映回を対象に、キュアワンダフルとキュアフレンディによるグリーティングイベント付きの上映会を開催した。このうち、11時の上映回終了後にはプリキュア2人とのハイタッチイベント、13時20分の上映回終了後にはダンスコーナーとフォトセッションがそれぞれ行われた。
ザ・テラスホテルズ スターシアターズ
沖縄県内に展開する映画館チェーン「スターシアターズ」ではキュアワンダフルによる本作品鑑賞の来場者を対象としたイベントを2024年9月21日にシネマQ、22日にシネマライカム、23日にサザンプレックスでそれぞれ開催した。

### その他
本作品の宣伝アンバサダーとして、テレビシリーズ放送1000回記念でコラボレーションしたアイドルグループ3組の中から、中山莉子・風見和香（私立恵比寿中学）、蟹沢萌子・鈴木瞳美（≠ME）、高瀬くるみ・里吉うたの（BEYOOOOONDS）の6人が就任した。6人は今後PR動画やインタビュー記事で本作品の魅力を発信、あわせて各種SNSやWebメディアなどを通じて活動の様子が公開された。

## 関連番組・作品
ジャルジャル×プリキュアスペシャルコラボコント
ジャルジャルとプリキュアとのコラボレーションによるコントを制作、第1弾が自身の公式YouTubeチャンネル「ジャルジャルアイランド」にて2024年8月23日20時に公開された。
わんぷりむーびー放送部
長縄まりあ（キュアワンダフル役）、関根明良（キュアスカイ役）、高橋李依（キュアミラクル役）のプリキュア声優3人によるトーク企画として制作、プリキュアシリーズ映画公式Xにて2024年8月24日12時に第1回、9月1日17時に第2回、7日18時に第3回、14日16時に第4回がそれぞれ公開された。これに先駆け映画公式Xではユーザーからの本作品に対する質問などを7月26日12時まで募集していた。
東映アニメーションミュージアムチャンネル
東映アニメーションミュージアムの公式YouTubeチャンネルにて、過去に公開されたプリキュアシリーズのクロスオーバー映画を期間限定で配信した。2017年3月公開のクロスオーバー作品9作目となる『映画 プリキュアドリームスターズ!』、2017年10月公開の『Petit☆ドリームスターズ! レッツ・ラ・クッキン?ショータイム!』をそれぞれ2024年9月8日19時 - 15日18時59分に配信。あわせて番組内では映画公式Xと連動、専用のハッシュタグ「#みんなで映画プリキュア」をつけて投稿しながら視聴する「ウォッチパーティ」も実施した。
ABEMA
ABEMAに期間限定で開設されているプリキュア公式無料チャンネルにて、本作品の公開を記念し、2024年9月6日・7日に映画前作『映画 プリキュアオールスターズF』のABEMA初無料配信を、7日・8日には『わんだふるぷりきゅあ！』テレビシリーズ本編の、実施時点の最新話である第31話までの初無料一挙配信を、それぞれ実施した。
『わんだふるぷりきゅあ!』
2024年9月8日放送分（第32話）に本作品の公開を記念して『ひろがるスカイ!プリキュア』のプリキュア5人が変身前の姿（エルは幼児と少女双方の姿）で登場。また、『ひろがるスカイ』のアンダーグ帝国のカバトン、ミノトン、バッタモンダー（紋田の姿）、カイゼリン・アンダーグ、『魔法つかいプリキュア!』のプリキュア3人（変身前の姿）とモフルンも1カットの背景キャラクターとして登場した。
おはよう朝日です
朝日放送テレビで平日朝5時 - 8時に放送されている情報番組。公開日にあたる2024年9月13日にキュアワンダフルが登場した。また、9月10日には小櫃裕太郎（朝日放送テレビアナウンサー）がゲスト声優のジャルジャルに取材、さらに小櫃がシステムタヌキ役として収録に挑んだ模様が放送された。
ドデスカ!
名古屋テレビ（メ〜テレ）で平日朝6時 - 8時、土曜6時30分 - 7時55分に放送されている情報番組。2024年9月14日の土曜版にキュアワンダフルが登場した。
漫画
『なかよし』2024年10月号掲載の上北ふたごによる漫画版第8話にて、本作品公開記念のコラボレーション回として、『ひろがるスカイ！プリキュア』『魔法つかいプリキュア！』のプリキュア全員とモフルンがゲスト出演するエピソードが描かれている。

## 関連商品
- 音楽CD『『わんだふるぷりきゅあ！ざ・むーびー！ドキドキ♡ゲームの世界で大冒険！』主題歌シングル』（マーベラス/ソニー・ミュージックソリューションズ、2024年9月11日発売、CD+DVD盤:MJSS-09381〜2、通常盤:MJSS-09383[9]）
  - CD+DVD盤には本作品の映画予告編等を収録。
- 音楽CD『わんだふるぷりきゅあ！ざ・むーびー！ドキドキ♡ゲームの世界で大冒険！』オリジナル・サウンドトラック（マーベラス/ソニー・ミュージックソリューションズ、2024年9月11日発売、MJSA-01412[9]）
- 書籍『「わんだふるぷりきゅあ！ざ・むーびー！ ドキドキ♡ゲームの世界で大冒険！」フィルムコミック』（エムディエヌコーポレーション、2024年12月2日発売、ISBN 978-4-295-20723-8）
  - B5判オールカラー全160ページ[101]。
- ローソンオリジナルグッズ
  - 本作品とローソンとのコラボレーションによるグッズで、HMV・Loppi限定販売のローソンのイメージカラーである青と白を基調としたデザインのコスチュームを着たプリキュアたちのイラストを用いたグッズが発売されている。また、前述の通りLoppi限定販売のムビチケコンビニ券は特典付き仕様として販売されている[42]。
- イオンシネマオリジナルグッズ
  - イオンシネマ限定で販売されるオリジナル商品で、映画公開前週の2024年9月6日よりポップコーン・ソフトドリンクと「ぱっちんばんど」「ぷちぷちちゃーむ」各3種の中から1つを選べる「わんだふるぷりきゅあ！きっずせっと」の販売を開始、公開日の9月13日からは書き下ろし絵柄のアクリルスタンドや缶バッジなどオリジナルグッズ全5アイテムが販売される[102]。
- 「TAG LIVE! LABEL」コラボラベル
  - 公開日の2024年9月13日より、本作品の公開を記念したオリジナルデザインラベル缶「TAG LIVE! LABEL」とのコラボラベルをユナイテッド・シネマ5館（札幌・豊洲・浦和・アクアシティお台場・福岡ももち）と立川シネマシティにて発売。このうちユナイテッド・シネマではプリキュア4人とこむぎ（犬形態）、ユキ（猫形態）、大福（兎形態）の全7種、立川シネマシティではプリキュア4人とこむぎ（犬形態）、ユキ（猫形態）、本作品ポスターデザインの全7種がそれぞれ発売される予定で、絵柄も映画館のチェーンごとにそれぞれ異なったデザインとなっている[103]。
- ローソン・ユナイテッドシネマ STYLE-S みなとみらい / ユナイテッド・シネマ / シネプレックス
  - 本作品の公開を記念して、公開日の2024年9月13日の劇場営業開始時よりチケット売場で本作品特別デザインのCLUB-SPICEカードを全国5000枚限定で発行・入会受付を実施する[104]。
- TOWER RECORDS コラボグッズ
  - 本作品の公開を記念したタワーレコードとのコラボレーショングッズをTOWER RECORDS CAFE表参道店、大阪ステーションシティ店で2024年9月7日、タワーレコードオンラインで9日、TOWER RECORDS CAFE名古屋栄スカイル店、福岡店で10月3日よりそれぞれ順次販売を行う。『わんだふるぷりきゅあ!』のプリキュア4人、『ひろがるスカイ!プリキュア』のプリキュア5人、『魔法つかいプリキュア!』のプリキュア3人とモフルンの合計13人が個々に描かれたトレーディングアクリルキーホルダー、トレーディングハート缶バッジ、アクリルスタンド、ダイカットステッカー、A4クリアファイル、キャラファインボードがそれぞれ発売されている[105]。その後、追加で戦闘形態の兎山大福と兎山悟のアクリルスタンド、および大福・悟を加えた全15種類のトレーディングアクリルマグネット、トレーディングネームキーホルダーも発表され、表参道店・大阪ステーションシティ店では2024年9月19日開店時、タワーレコードオンラインでは同日正午、名古屋栄スカイル店・福岡店では同年10月3日に発売される（先述のカフェでは単品、オンラインでは全15種入りのBOXとして発売）[105]。
- DVD/BD『わんだふるぷりきゅあ！ざ・むーびー！ドキドキ♡ゲームの世界で大冒険！』（マーベラス/ハピネット・メディアマーケティング、2025年2月19日発売[106]）
  - 日本語字幕付、ピクチャーレーベル仕様。特装版には、映像特典としてノンテロップOP/ED、長縄まりあ・関根明良・高橋李依による出演キャスト座談会、TVスポット&予告集を収録。以下の通り各形態で封入特典や初回限定特典が異なる。

| 形態（品番）                                                     | 初回限定特典                                                                      | 封入特典                                                 |
| ---------------------------------------------------------------- | --------------------------------------------------------------------------------- | -------------------------------------------------------- |
| Blu-ray特装版キャンバスアートボード付（HPXR-2657） ※初回生産限定 | 宮谷里沙描き下ろしキャンバスアートボード（F3サイズ） フレンドリング（こむぎver.） | 名場面ブロマイドセットA（10枚組） スペシャルブックレット |
| Blu-ray特装版（HPXR-2658）                                       | フレンドリング（ユキver.）                                                        | 名場面ブロマイドセットA（10枚組） スペシャルブックレット |
| DVD特装版（HPBR-2657）                                           | フレンドリング（ユキver.）                                                        | 名場面ブロマイドセットB（10枚組） スペシャルブックレット |
| DVD通常版（HPBR-2658）                                           | フレンドリング（こむぎver.）                                                      | 名場面ブロマイドセットB（10枚組）                        |